# Moumoulous
Moumoulous település Franciaországban, Hautes-Pyrénées megyében. Lakosainak száma 44 fő (2022. január 1.). Moumoulous Montégut-Arros, Fréchède és Saint-Sever-de-Rustan községekkel határos.

## Népesség
A település népességének változása:
| Lakosok száma | 41   | 39   | 42   | 43   | 44   | 44   | 44   | 44   |
|               | 2013 | 2015 | 2017 | 2018 | 2019 | 2020 | 2021 | 2022 |